# Diorit
Diorit je intruzivna neutralna magmatska stijena koja u svojemu mineralnom sastavu sadrži plagioklase (glinence), biotit, amfibol, a podređeno se mogu javljati kremen, pirokseni i alkalijski feldspati.